# 90125
90125 is een rockalbum van de Britse progressieve-rockband Yes. Het album vormde het begin van een radicaal andere stijl, waarbij er van progressieve rock werd opgeschoven naar meer eigentijdse jaren 80-poprock. De titel van het album refereert aan het catalogusnummer waar het bij Atco Records bekendstond.
Nadat de vorige bezetting van Yes in 1980 uit elkaar was gegaan, begonnen bassist Chris Squire en drummer Alan White een duoformatie, die in 1981 zelfs nog een single uitbracht. Nadat de band werd uitgebreid met de Zuid-Afrikaanse gitarist Trevor Rabin en de ex-Yes-toetsenist Tony Kaye kreeg de band de naam Cinema en begon men met de opnames. Het materiaal bestond voornamelijk uit muziek die Trevor Rabin al had geschreven en die hij oorspronkelijk voor een soloalbum had willen gebruiken.
In de lente van 1983 kreeg ex-Yes-zanger Jon Anderson interesse in het materiaal van de nieuwe band. Hij was bereid zijn stem aan de muziek toe te voegen. Hiermee was een Yes-reformatie een feit. De naam Cinema kwam te vervallen en het album kwam op de markt onder de 'ouderwetse' noemer Yes.
Het bekendste nummer van het album is ongetwijfeld Owner of a Lonely Heart. Het bereikte in Nederland in december 1983 de nummer 2-positie in de Top 40. In de VS werd het een regelrechte nummer 1-hit. Het succes van 90125 leidde tot meer interesse voor de oudere albums van Yes, aangezien er nu een geheel nieuwe doelgroep was ontstaan die nog nooit de eerdere albums uit de jaren zeventig had gehoord.
Het instrumentale Cinema  won in 1985 een Grammy Award voor beste instrumentale opname, de enige Grammy die Yes heeft gewonnen.

## Musici
- Jon Anderson - zang
- Chris Squire - basgitaar, zang
- Trevor Rabin - gitaar, zang
- Tony Kaye - keyboards
- Alan White - drums, zang

## Muziek
| 1.                 | Owner of a Lonely Heart (Rabin, Anderson, Squire, Horn) | 4:29 |
| 2.                 | Hold On (Rabin, Anderson, Squire)                       | 5:16 |
| 3.                 | It Can Happen (Rabin, Anderson, Squire)                 | 5:29 |
| 4.                 | Changes (Rabin, Anderson, White)                        | 6:20 |
| 5.                 | Cinema (Rabin, Anderson, White, Kaye)                   | 2:08 |
| 6.                 | Leave It (Rabin, Anderson, Horn)                        | 4:14 |
| 7.                 | Our Song (Yes)                                          | 4:18 |
| 8.                 | City of Love (Rabin, Anderson)                          | 4:51 |
| 9.                 | Hearts (Yes)                                            | 7:39 |
| Totale duur: 44:49 |                                                         |      |

## 2020
Paul Rijkens haalde het album in 2020 nog een keer naar voren in de rubriek "Monument" van IO Pages. Hij meldde dat Rabin eigenlijk bij Asia zou gaan spelen maar via platenlabel Atco in contact werd gebracht met Squire en White. Rabin wilde ook wel de zang en het toetsenwerk doen, maar Squire en White vonder het beter dat Kaye dat laatste zou doen. Horn werd in eerste instantie tevens ingehuurd als zanger, maar hij wilde zich toeleggen op productiewerk. Anderson werd door Squire (na bijleggen van de ruzie) gevraagd om het materiaal van Cinema te beluisteren en kwam enthousiast meezingen. De rol van Rabin werd gaandeweg minder; hij wilde sommige nummers een andere mix meegeven, maar het platenlabel stemde daar niet mee in. Ook was er onmin tussen Anderson en Horn en ook Kaye en Horn. Verschillen met Kaye, die anders dan de anderen in Los Angeles woonde, liepen zo op, dat voor de ondersteunende toer overwogen werd Eddie Jobson en/of Duncan Mackay en/of toch weer Rick Wakeman in te schakelen; het bleef echter Kaye. In de videoclip is Jobson wel te zien; Kaye was even niet beschikbaar. Het album kwam twee maanden later uit dan gepland; het catalogus nummer wijzigde van 89464 in 90125. Rabin zou later zelf de demo’s uitgeven onder 90124. Rijkens vond in Changes, Hearts en Leave It voldoende progrock; daartegenover staan het gebruik van de Fairlight CMI-synthesizer met een typisch jaren 80-geluid en het gebruik van een drummachine.